# Paracyrba wanlessi
Paracyrba wanlessi is een spinnensoort in de taxonomische indeling van de springspinnen (Salticidae).
Het dier behoort tot het geslacht Paracyrba. De wetenschappelijke naam van de soort werd voor het eerst geldig gepubliceerd in 1996 door Marek Żabka & Kovac.